# بالدوین کوک
بالدوین کوک (انگلیسی: Baldwin Cooke؛ ‏ ۱۰ مارس ۱۸۸۸ – ۱۳ دسامبر ۱۹۵۳) بازیگر اهل ایالات متحده آمریکا بود.
از فیلم‌هایی که وی در آن نقش داشته‌است، می‌توان به روح زنده، غلیظ‌تر از آب، زندان، جای خواب، خانم سوئیسی، کله‌پا، جشن هالیوود، روز عالی، یک حرکت صحیح، دختر کولی، بیمارستان ایالت، پسران صحرا، این به آن در، به دنبال مرد لاغر، شامپانزه، ما را ببخشید، موش‌ها و آدم‌ها، بیوهانکز، زیر صفر، بزرگ باش!، کوهستان، بای بای، دو ملوان،  دوتا دوتا، پیامدهای کارهای گذشته، زحمت را کم کن، این زن را به چنگ می‌آورم، مردان نبرد و شب‌زنده‌داران اشاره کرد.